# ال ارمیتانیو
ال ارمیتانیو (به اسپانیایی: Volcán El Ermitaño) یک کوه و آتشفشان در شیلی است که در شیلی واقع شده‌است. ال ارمیتانیو ۶٬۱۴۶ متر بالاتر از سطح دریا واقع شده‌است.